# Platygyra ryukyuensis
Platygyra ryukyuensis е вид корал от семейство Faviidae. Възникнал е преди около 0,78 млн. години по времето на периода кватернер. Видът е почти застрашен от изчезване.

## Разпространение и местообитание
Разпространен е в Австралия, Американска Самоа, Британска индоокеанска територия, Вануату, Виетнам, Гуам, Индонезия, Камбоджа, Кирибати, Китай, Коморски острови, Мавриций, Мадагаскар, Майот, Малайзия, Малки далечни острови на САЩ, Маршалови острови, Мианмар, Микронезия, Мозамбик, Науру, Нова Каледония, Палау, Папуа Нова Гвинея, Провинции в КНР, Реюнион, Самоа, Северни Мариански острови, Сейшели, Сингапур, Соломонови острови, Тайван, Тайланд, Тувалу, Фиджи, Филипини и Япония.
Обитава скалистите дъна на океани, морета, лагуни и рифове в райони с тропически климат. Среща се на дълбочина от 1,5 до 8 m, при температура на водата от 25,5 до 26,6 °C и соленост 35,1 – 35,2 ‰.

## Описание
Популацията на вида е намаляваща.